# Tetrosomus reipublicae
Tetrosomus reipublicae är en fiskart som först beskrevs av Gilbert Percy Whitley 1930.  Tetrosomus reipublicae ingår i släktet Tetrosomus och familjen koffertfiskar. Inga underarter finns listade i Catalogue of Life.